# Gandu (Dawuan)
Gandu is een bestuurslaag in het regentschap Majalengka van de provincie West-Java, Indonesië. Gandu telt 4749 inwoners (volkstelling 2010).